# The Chicks
The Chicks (do roku 2020 Dixie Chicks) je americká country hudební skupina. Byla založena v roce 1989 v texaském Dallasu ve Spojených státech amerických. Tato tříčlenná ženská skupina prodala více než 36 miliónů desek a až do roku 2008 vyhrála 13 cen Grammy.
Popularitu si skupina vydobyla v roce 1998 s hity "Cowboy Take Me Away", "Wide Open Spaces", and "Long Time Gone".
Po vydání posledního alba Taking The Long Way si kapela vybrala téměř deset let trvající pauzu, která skončila v roce 2016 evropským a následně triumfálním americkým turné.

## Složení
- Natalie Louise Maines (* 14. října 1974) – zpěv, kytara
- Martha Elenor Erwin (* 12. října 1969) – zpěv, housle a další nástroje
- Emily Burns Erwin (* 16. srpna 1972) – zpěv, bendžo, kytara, mandolína, akordeon a další

## Diskografie

### Alba
- 1990 Thank Heavens for Dale Evans
- 1992 Little Ol' Cowgirl
- 1993 Shouldn't a Told You That
- 1998 Wide Open Spaces
- 1999 Fly
- 2002 Home
- 2003 Top of the World Tour: Live (Živé Album)
- 2006 Taking the Long Way

## Aféra s kritikou prezidenta
Několik dnů před spojeneckou invazí do Iráku (10. března 2003) při koncertu, který měl odstartovat jejich světové turné, v sále Shepherd's Bush Empire v Londýně, před písničkou Travelin' Soldier, Natalie Maines (Texaská rodačka) řekla:
| „                | Jen abyste věděli, jsme s vámi zajedno. ( - Britové byli v té době naladěni spíše proti dalšímu angažmá v Iráku. - pozn. překladatele) Nechceme tuto válku, toto násilí a jsme zahanbeni, že prezident Spojených států je z Texasu. | “ |
| — Natalie Maines | |   |

Natalin komentář o Georgi Walkeru Bushovi (který z Texasu pochází a před prezidentskou funkcí byl v tomto státě guvernérem) v tehdejší vcelku pozitivní předválečné atmosféře zvedl vůči skupině obrovskou vlnu kritiky, která ve svém vrcholu hraničila s hysterií. Nechyběla intenzivní očerňovací kampaň v médiích, demonstrativní pálení nahrávek skupiny jejich fanoušky, Mainesové dokonce anonym vyhrožoval smrtí. Jejich písničky okamžitě spadly z žebříčků hitparád a skupina nedostávala tolik prostoru na hudebních televizních nebo rádiových kanálech. Tato aféra, jelikož byla pravidelně znovu otevírána, rozebírána a jitřena médii, trvala několik let, během nichž se (spolu s přibývajícími mrtvými) postupně měnilo i veřejné mínění k válce samotné. Když Natalie svůj výrok zopakovala ve stejném sále v roce 2007, odpovědí jí byl dlouhý potlesk z řad diváků. Celá tato událost, její průběh, i její širší rozměr (polemizující o svobodě slova v dnešních Spojených státech) se staly námětem dokumentárního filmu Shut Up and Sing (Sklapněte a zpívejte).